# Bertrand Traoré
Bertrand Isidore Traoré (* 6. září 1995, Bobo-Dioulasso, Burkina Faso) je profesionální fotbalista z Burkiny Faso, který hraje na pozici útočníka či křídelníka v anglickém klubu Aston Villa FC a v národním týmu Burkiny Faso.
Jeho starším bratrem je fotbalista Alain Traoré. Společně se v dresu burkinafaského národního týmu zúčastnili Afrického poháru národů 2012 v Gabonu a Rovníkové Guineji.

## Klubová kariéra

### Chelsea
Traoré působil v mládežnických týmech francouzského klubu AJ Auxerre.
31. října 2013 bylo oficiálně oznámeno, že podepsal smlouvu na 4½ roku s anglickým top klubem Chelsea FC.

Za A–tým debutoval 16. září 2015 v zápase Ligy mistrů proti Maccabi Tel Aviv (4:0, 13 minut). Svůj první gól si připsal 31. ledna 2016 v FA Cupu proti MK Dons (1:5, 33 minut). O dva týdny později se trefil i v Premier League, když v zápase proti Newcastle United zvyšoval skóre na 5:0 pro domácí (5:1, 40 minut).

#### Vitesse (hostování)
V lednu 2014 odešel hostovat do nizozemského partnerského klubu Vitesse. Za půl roku nastřílel ve Vitesse 3 branky a připsal si 1 asistenci. Odehrál 17 utkání. Ve Vitesse zůstal i pro sezónu 2014/15, ve které vstřelil ve 37 zápasech 16 branek a na dalších 7 přihrál. Poté se vrátil zpět do Chelsea.

#### AFC Ajax (hostování)
V létě 2016 se vrátil zpět do Nizozemska, tentokrát ovšem jeho cesta vedla do předního klubu Eredivisie, AFC Ajaxu.

## Reprezentační kariéra
Zúčastnil se Mistrovství světa hráčů do 17 let 2009 v Nigérii, kde Burkina Faso vypadla v osmifinále se Španělskem poměrem 1:4. Na turnaji vsítil jeden gól, 31. října se v základní skupině D podílel na vítězství svého týmu 4:1 nad Kostarikou. S burkinafaským týmem do 17 let participoval na Mistrovství Afriky do 17 let, kde Burkina Faso získala po výhře 2:1 nad Rwandou svůj první titul v této kategorii. Traoré na šampionátu třikrát skóroval (dvakrát v základní skupině A proti Egyptu a jednou v semifinále proti Kongu).
V seniorské reprezentaci Burkiny Faso debutoval ve věku 15 let v roce 2011. První reprezentační branku vstřelil 14. srpna 2013 v přátelském zápase proti domácímu Maroku (výhra 2:1).
Zúčastnil se Afrického poháru národů 2012, kde Burkina Faso nepostoupila ze základní skupiny B (skončila bez bodu na čtvrtém místě).

Zúčastnil se i Afrického poháru národů 2015 v Rovníkové Guineji.